# Alchemilla microphylla
Alchemilla microphylla é uma espécie de rosácea do gênero Alchemilla, pertencente à família Rosaceae.